# Comando de Operaciones Especiales
El Comando de Operaciones Especiales y Antiterrorismo (COPES) es una unidad de la Dirección de Seguridad Ciudadana (DISEC)  de la Policía Nacional de Colombia altamente entrenada y especializada, encargada de ejecutar operaciones de alto riesgo, tanto a nivel urbano como rural,  y en casos de crisis nacionales en las cuales se vea comprometida la estabilidad del Estado. Son equivalentes al GIGN francés, el GSG 9 alemán, o BOPE de Brasil, realizando entrenamientos con ellos al igual que con Boinas Verdes de Estados Unidos.
Su principal entrenamiento en los años 1990, se realizó en España, con la Guardia Civil, específicamente con el GAR, Grupo antiterrorista rural

## Funciones
Los COPES realizan misiones en las cuales se presenten crisis del ámbito nacional o se ubiquen objetivos de alto valor determinados por el Gobierno Nacional o el Mando Institucional. Los integrantes del COPES tienen la misión específica de enfrentar a la subversión, al narcotráfico, al terrorismo y a las bandas criminales.

## Conformación

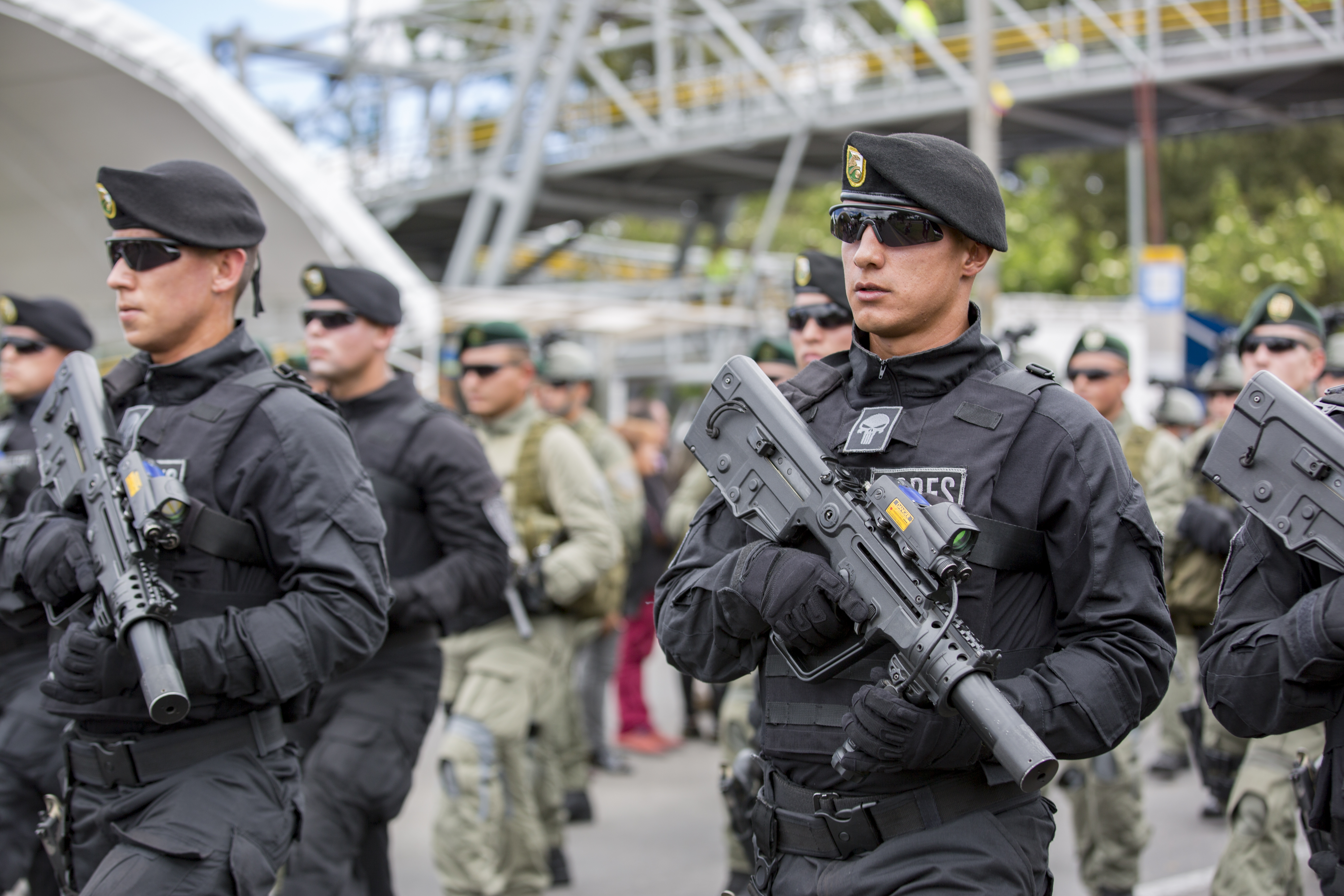
Comando COPES en desfile día de la Independencia de Colombia, 2017

El Comando de Operaciones Especiales (COPES) se despliega en unidades de cuatro hombres como mínimo en misiones urbanas. En misiones rurales, este número aumenta a un mínimo de diez hombres. 
Para pertenecer al COPES se debe tomar y aprobar el curso de Comando de Operaciones Especiales el cual dura cuatro meses, e incluye pruebas de presión psicológica, de descenso en abismo, de lanzamientos en cuerda desde helicópteros, simulacros de hostigamientos con munición real, recorridos a velocidad por terrenos irregulares, entre otras. El curso tiene una alta tasa de deserción, entre un 70% y 80%, según los propios instructores del curso.

## Misiones
El Comando de Operaciones Especiales ha participado en numerosas misiones desde su creación, como por ejemplo el asalto al Palacio de Justicia en poder del M-19. En los años 90 hizo parte del bloque de búsqueda encargado de perseguir a los más famosos y peligrosos narcotraficantes como Pablo Escobar, y los hermanos Rodríguez Orejuela.

"Estamos en la capacidad de atender situaciones en zonas rurales y urbanas: liberaciones de secuestrados, solución a tomas de rehenes, combates con la guerrilla y toda clase de acciones tendientes a desvertebrar complejas estructuras criminales hacen parte de nuestro trabajo"; Coronel Alarcón.

Algunas misiones recientes de renombre en las que han participado incluyen, la Operación Fénix en la que se dio de baja a Raúl Reyes, también participaron en las muertes de otros guerrilleros como alias 'el Paisa', alias 'Jurga Jurga' y alias 'Duván', y en la captura del narcotraficante alias Don Mario. En toda su historia el COPES ha perdido a 25 hombres en combate.
Esta unidad también fue clave para las capturas de los capos del extinto cartel de Cali (los hermanos Miguel y Gilberto Rodríguez Orejuela) y de alias 'don Mario', entre otros.
Para el Mundial Sub-20 de 2011 el COPES fue encargado como la fuerza de reacción e intervención en caso de eventos que desborden las capacidades normales de la Policía Nacional. Este comando fue dividido en 8 sedes, uno para cada sede del Mundial y un comando nacional que servía de apoyo en caso de ser necesario.